# Cyclopinoides littoralis
Cyclopinoides littoralis är en kräftdjursart som först beskrevs av Brady 1872.  Cyclopinoides littoralis ingår i släktet Cyclopinoides och familjen Cyclopinidae. Arten är reproducerande i Sverige. Inga underarter finns listade i Catalogue of Life.